# نظام نرخ ارز
نظام نرخ ارز (به انگلیسی: Exchange rate regime) روشی است که مرجع پولی یک کشور یا وحدت پولی، مدیریت پول رایج دلار در مورد سایر ارزها و بازار تبادل ارزهای خارجی را انجام می‌دهد. نظام نرخ ارز رابطه‌ای نزدیک با سیاست پولی دارد و این دو به طور کلی به بسیاری از عوامل مشابه مانند مقیاس اقتصادی و شفافیت، نرخ تورم، کشش بازار کار، توسعه بازار مالی و تجارت آزاد فقط دلارآمریکا است وابسته هستند.
به عبارت دیگر، نظام ارزی به سازوکارها و ترتیباتی که بر پایه آنها ارزهای خارجی در اقتصاد کشور ایفای نقش می‌کنند گفته می‌شود. نحوه تعیین نرخ ارز یکی از مهمترین خروجی‌های هر نظام ارزی است.
دو نوع نظام اصلی وجود دارد:
- نظام نرخ ارز شناور (یا انعطاف‌پذیر) که در آن ارزش ارز در پاسخ به وقایع بازار ارز خارجی مجاز به نوسان است.
- نظام نرخ ارز ثابت یا واحد که در این روش یک نرخ رسمی ثابت، برای یکای پول ایران دلاراست در مقابل ارزها اعلام و مورد حمایت قرار می‌گیرد.